# Lena Meyer-Bergner
Lena Meyer-Bergner (* 25. November 1906 in Coburg als Helene Bergner; † 23. Januar 1981 in Basel) war eine deutsche Textildesignerin. Sie gilt als eine der bedeutendsten Vertreterinnen der Textilkunst am Bauhaus.

## Leben und Ausbildung
Nach ihrem Schulabschluss am Lyzeum war sie zunächst als Helferin am Landerziehungsheim Haubinda tätig. Zum Wintersemester 1926/1927 schrieb sie sich am Staatlichen Bauhaus in Dessau im Studium der Weberei ein, wo sie bis 1929 sie bei Josef Albers, Wassily Kandinsky, Joost Schmidt und Paul Klee studierte. Von November 1928 bis März 1929 besuchte sie zudem die Färbereischule in Sorau, und leitet danach die Färbereiabteilung am Bauhaus Dessau. Ab 1929 arbeitete sie in der Textilwerkstatt unter der Leitung von Gunta Stölzl. Sie zählt neben Stölzl, Anni Albers, Otti Berger und Benita Koch-Otte zu den wichtigsten Textilkünstlerinnen.
Am 1. September 1929 wurde sie vom Bauhaus beurlaubt, da sie eine leitende Stelle in der „Ostpreussischen Landesweberei“ in Königsberg übernehmen sollte. Am 15. April 1930 legte sie vor der Handwerkskammer in Glauchau/Sachsen ihre Gesellenprüfung ab. Am 6. Oktober 1930 erhielt sie für ihr abgeschlossenes Studium in der Weberei-Abteilung das Bauhaus-Diplom mit der Nummer 16. Zwischen 1931 und 1936 lebte und arbeitete sie in Moskau beim einzigen Möbelstoffhersteller der Sowjetunion, in der Möbelstoffe und Vorhänge entworfen wurden. 
Seit 1936 betrieb sie in Genf eine Versuchswerkstatt, in der eine Serie von Smyrna-Teppichen „in reichster dekorativer Ausführung“ entstanden, deren Dekore deutlich den Einfluss des Bauhauses widerspiegelten, insbesondere den von Paul Klee. 1937 heiratete sie den Architekten Hannes Meyer, der zwischen 1928 und 1930 Direktor am Bauhaus in Dessau war. Im Jahr 1939 erhielt sie eine Professur für Textilwesen am Staatlichen Textilinstitut in Mexiko, wo sie zehn Jahre lang mit ihrem Mann arbeitete. Sie kümmerte sich hier um die Handwebverfahren der armen Bevölkerung in der Region Ixmiquilpan und entwarf Lehrprogramme und technische Ausrüstungen für eine Webschule für die dort lebenden Otomí. Das Projekt wurde nicht realisiert. Im Jahr 1949 kehrten sie in die Schweiz zurück und setzte ihre Arbeit als Textilgestalterin fort. Nach dem Tod ihres Mannes im Jahr 1954 kümmerte sie sich um dessen Nachlass und sorgte für die Veröffentlichung seiner Werke.

## Werke (Auswahl)
- Lena Meyer-Bergner – Original Bauhaus textile designs. OCLC 244573964 (mehrere Blätter).
- Hannes Meyer, Lena Bergner: El Taller de Gráfica Popular doce años de obra artística colectiva = The Workshop for Popular Graphic Art: a record of twelve years of collective work. Estampa Mexicana, Mexiko 1949, OCLC 724023522.
- Unterricht bei Klee. In: Christian Borchert, Georg Eckelt (Hrsg.): Bauhaus: Weimar, Dessau, Berlin, 1919–1933 (= form+zweck. Fachzeitschrift für industrielle Formgestaltung. Nr. 3). Amt für industrielle Formgestaltung, Berlin 1979, OCLC 83440775, S. 60–62.